# North Hykeham
North Hykeham is een civil parish in het bestuurlijke gebied North Kesteven, in het Engelse graafschap Lincolnshire met 13.884 inwoners.